# Muntschat van Feerwerd

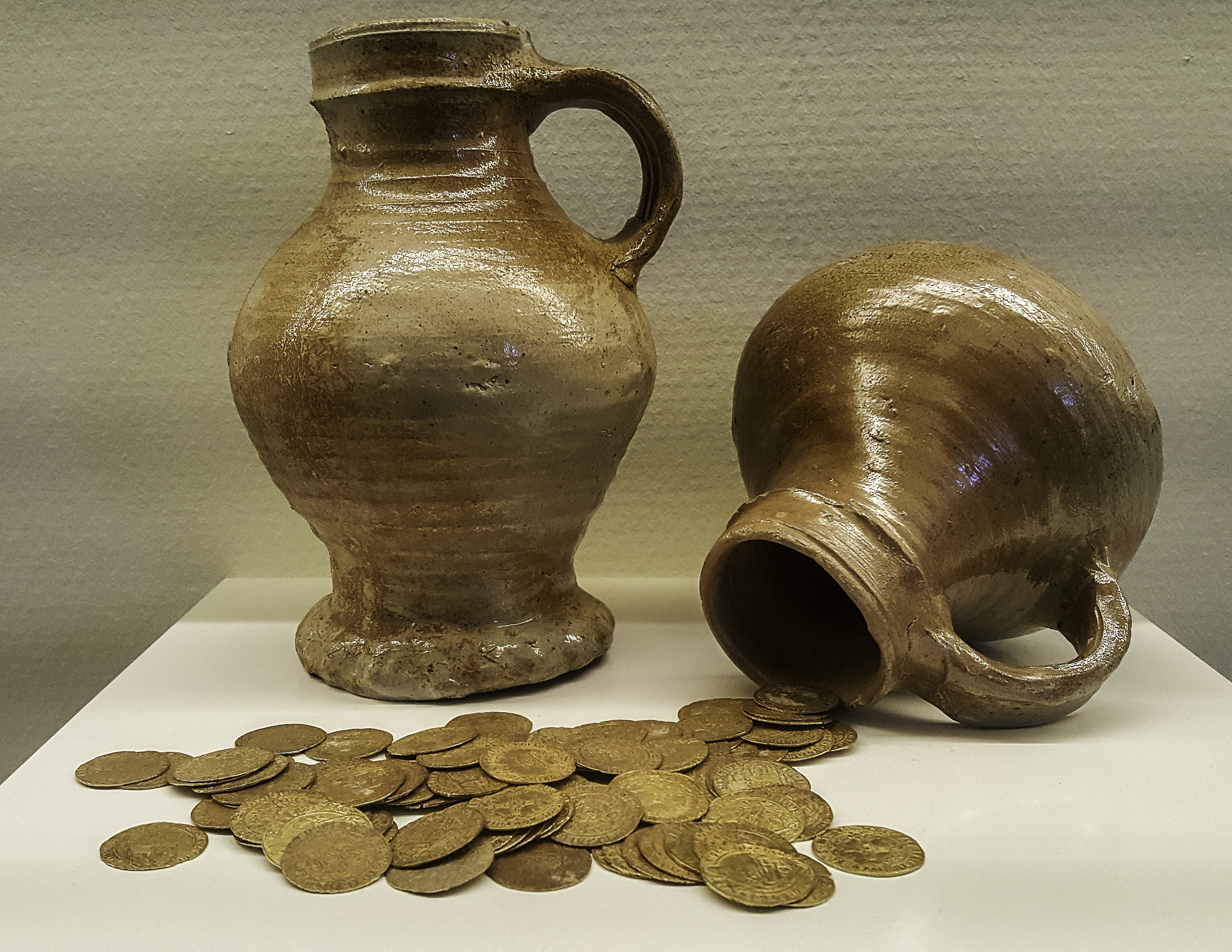
De muntschat van Feerwerd in het Groninger Museum

De muntschat van Feerwerd werd in oktober 1971 gevonden in de Nederlandse provincie Groningen. Deze schat is door aankoop door het Groninger Museum als een van de weinige in Nederland grotendeels bij elkaar gebleven en is uniek vanwege het grote aantal soortgelijke munten. De schat bestaat uit 648 gouden munten (828 gulden en 14 stuivers) uit de periode 1496 tot 1527, waaronder 519 hele en 2 halve (Bourgondisch-Nederlandse) Philippusguldens uit 1496 tot 1520, 124 goudguldens van verschillende vorsten en steden in het Duitse Rijk uit ca. 1430 tot 1527, 2 Utrechtse guldens, 1 Gelderse rijdergulden, 1 Luikse gulden en 1 Engelse angelot. 612 van deze munten bevinden zich in het Groninger Museum. Op twee na zijn alle munten van verlaagd 18½ karaat. De meeste munten zijn geslagen in Brabant, Vlaanderen en Holland. Van de Philippusguldens zijn de meeste in 1499 geslagen, wat de schat uniek maakt: de eigenaar paste klaarblijkelijk een strenge selectie toe.

## Begraven
Het is niet bekend wanneer de munten begraven zijn - kort na 1527 of mogelijk pas 10 of 20 jaar later. De boerderij stond destijds waarschijnlijk onder het bestuur van een meier van het klooster van Aduard, maar dat is niet zeker, de archieven uit die tijd bestaan niet meer. Er is wel gespeculeerd dat deze meier zijn rijkdom kan hebben verkregen in de destijds lucratieve internationale paardenhandel (de Frankfurter markt). De schat vertegenwoordigde destijds de waarde van ca. 18 paarden (40 Emder guldens per paard). Het was in die tijd niet ongewoon om grotere sommen contant geld te hebben voor de handel. Het begraven kan mogelijk samengehangen hebben met een huurverhoging die de abt van het Aduarder klooster middels een proces doorvoerde in reactie op de groei van de agrarische economie rond 1530.

## Vondst en aankoop
De vondst werd gedaan door twee gasfitters onder het voorhuis van boerderij Langeveld aan het Aduarderdiep 17, ongeveer 3 kilometer ten zuiden van Feerwerd. Van de munten werden er 612 gevonden door de beide ontdekkers, waarvan de meeste bij de haard begraven waren in twee kannen van Raerens-aardewerk van 19,5 en 14,4 centimeter hoog. De gasfitters lichtten het Biologisch-Archeologisch Instituut van de Rijksuniversiteit Groningen in, waarna studenten onder leiding van archeologen Jaap Boersma en Tjalling Waterbolk nog eens 34 munten vonden. De gasfitters lieten de munten in Amsterdam door een numismaat taxeren op 50.000 gulden om zo aanspraak te kunnen maken op het vindersloon, de helft van de getaxeerde waarde. De NV Verenigde Pannen- en Draineerbuizenfabrieken Groningen (die ook de steenfabriek bij Feerwerd bezat) had als eigenaar van de grond recht op de andere helft van de waarde. Deze betaalde vervolgens de beide vinders uit om over de hele schat te kunnen beschikken. Boersma wist de provincie Groningen, het J.B. Scholtenfonds en het Groninger Museum zover te krijgen om de schat aan te kopen voor het Groninger Museum. De beide vinders en de eigenaar mochten vervolgens 36 munten terugkopen zodat de muntschat niet helemaal meer volledig is.
Binnen Groningen zijn verschillende andere muntschatten bekend. Zo werden in 1871 ruim 900 munten gevonden bij Essen nabij Haren, waar in de middeleeuwen een groot klooster stond. In 1979 werden 200 munten gevonden bij Huizinge en in 2009 werden 437 munten gevonden in het Boterdiep.